# دی.او.سی (رپر)
تریسی لین کری (به انگلیسی: Tracy Lynn Curry) (متولد ۱۰ ژوئن ۱۹۶۸)، بیشتر با نام هنری خود دی. او. سی (به انگلیسی:D.O.C) شناخته می‌شود، یک خواننده رپ، ترانه‌سرا و تهیه‌کننده موسیقی است. وی علاوه بر حرفه انفرادی، عضو گروه هیپ هاپ Fila Fresh Crew بود و بعداً با گروه رپ گانگستری ان.دابلیو.ای همکاری کرد - جایی که او در نوشتن بسیاری از انتشارات آنها همکاری کرد - و همچنین اولین آلبوم Eazy-E Eazy-E -آی تی. او همچنین با دکتر دره کار کرده‌است، و در اولین نوشتن آلبوم انفرادی خود همکاری داشته‌است، در حالی که اولین آلبوم انفرادی کاری را که توسط Ruthless Records منتشر شده، تهیه کرد. وی به همراه دکتر دره و شوگ نایت از بنیانگذاران دث رو رکوردز بود.